# Нювчим (посёлок)
Ню́вчим (коми Нювчим) — посёлок в Сыктывдинском районе Республики Коми Российской Федерации. Образует сельское поселение Нювчим.
«Появление связано с открытием железорудных промыслов в середине XVIII века и строительством чугунолитейного завода» (С. Г. Низовцева, П. А. Истомина):4

## География
Расположен в 30 км к югу от Сыктывкара на берегу реки Нювчим.

## История
В 1756 году устюжские купцы В. В. Петров и В. Я. Петров начали строительство доменного и молотового завода, при котором возник посёлок Нювчим. В 1761 году завод был пущен в строй. В 1774 году на заводе произошли массовые беспорядки.
В 1929 году Нювчим получил статус посёлка городского типа. В 1930 году была произведена капитальная реконструкция завода.
В Коми АССР на Нювчимском чугунолитейном заводе выпускались ножи косы-горбуши.
С 1995 года Нювчим — сельский населённый пункт. В 1993 году завод был продан с аукциона в частные руки, к 1995 окончательно прекратил работу. В настоящее время не действует.

## Население
| 1959 | 1970  | 1979  | 1989  | 2010 | 2012 | 2013 |
| ---- | ----- | ----- | ----- | ---- | ---- | ---- |
| 2120 | ↘1630 | ↘1228 | ↘1041 | ↘511 | ↘487 | ↗500 |
| 2014 | 2015  | 2016  | 2017  | 2018 | 2019 | 2020 |
| ↘497 | ↗504  | ↗527  | ↗530  | ↘497 | ↘477 | ↗483 |
| 2021 |       |       |       |      |      |      |
| ↗533 |       |       |       |      |      |      |

## Инфраструктура
Личное подсобное хозяйство с зоной сельскохозяйственного использования, индивидуальная застройка усадебного типа.
В Нювчиме имеются школа, дом культуры, библиотека, амбулатория, детский сад, почта, пожарная часть, музей, лесничество и лесопилка.

## Транспорт
Автобусное сообщение с областным центром. Остановка общественного транспорта «Нювчим».